# Adelaide di Schleswig-Holstein-Sonderburg-Glücksburg
La Principessa Adelaide Luisa di Schleswig-Holstein-Sonderburg-Glücksburg (tedesco: Adelheid Luise; Grünholz Manor, 19 ottobre 1889 – Salisburgo, 11 giugno 1964) era una figlia di Federico Ferdinando, Duca di Schleswig-Holstein-Sonderbug-Glücksburg e sua moglie la Principessa Carolina Matilde di Schleswig-Holstein-Sonderburg-Augustenburg.
La Principessa Adelaide fu la Principessa consorte di Solms-Baruth attraverso il suo matrimonio con Federico, III Principe di Solms-Baruth.

## Infanzia

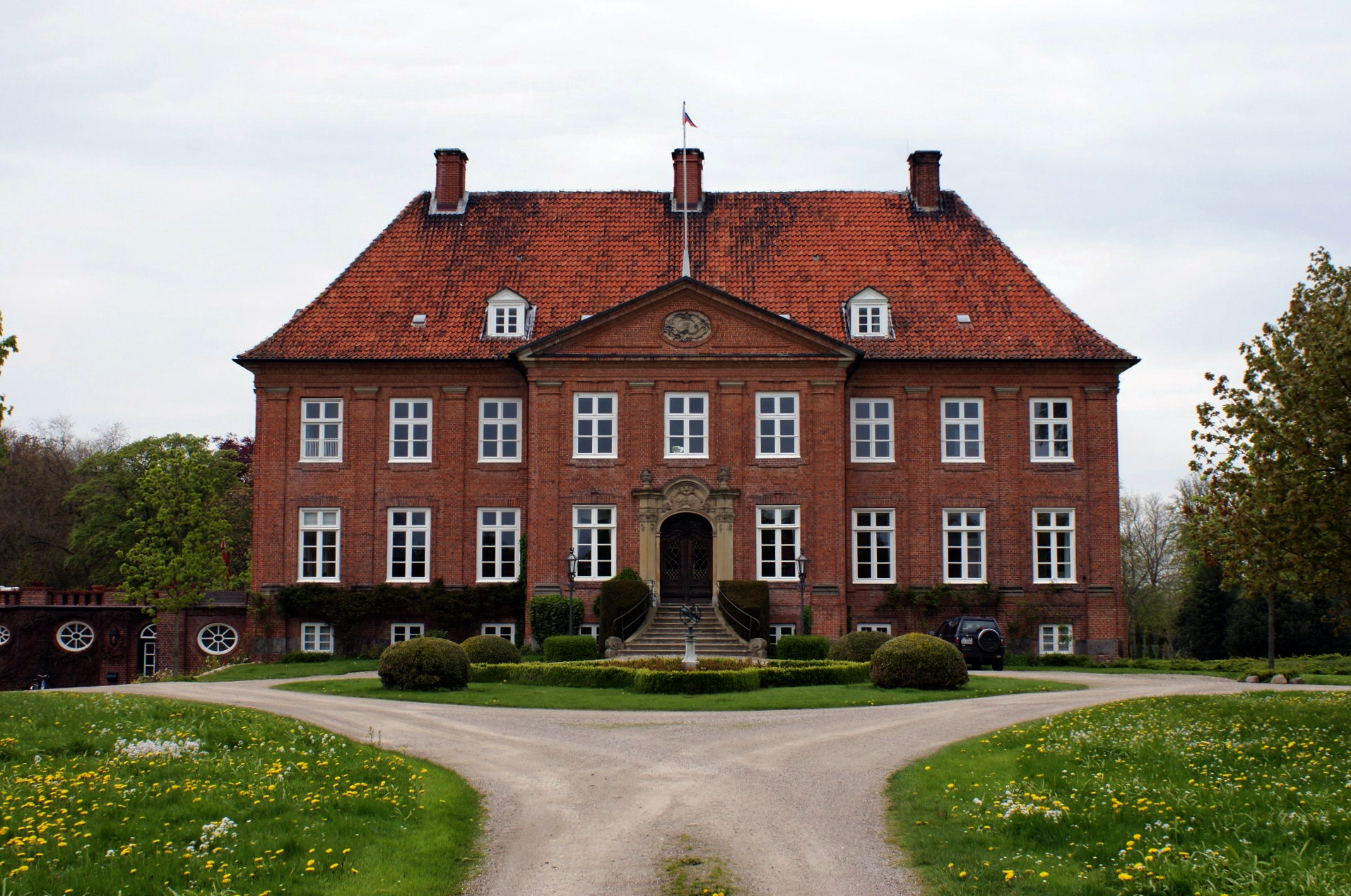
Grünholz Manor, luogo di nascita della Principessa Adelaide, fotografato nel 2010.

La Principessa Adelaide nacque il 19 ottobre 1889 a Grünholz Manor nello Schleswig-Holstein, in Prussia, come la quarta figlia di Federico Ferdinando, Duca di Schleswig-Holstein-Sonderbug-Glücksburg e sua moglie la Principessa Carolina Matilde di Schleswig-Holstein-Sonderburg-Augustenburg.
Il padre di Adelaide era il figlio maggiore di Federico, Duca di Schleswig-Holstein-Sonderburg-Glücksburg e in nipote di Cristiano IX di Danimarca. Quattro anni prima della nascita di Adelaide, egli era succeduto alla guida del Casato di Schleswig-Holstein-Sonderburg-Glücksburg e al titolo di duca alla morte di suo padre nel 1885.

## Matrimonio
Adelaide sposò Federico, principe ereditario di Solms-Baruth (più tardi Federico, III Principe di Solms-Baruth), secondogenito e primo figlio maschio di Federico II, principe di Solms-Baruth e sua moglie la Contessa Luisa di Hochberg, il 1º agosto 1914 a Potsdam, Brandeburgo, Prussia. Solms-Baruth era uno dei molti stati minori del Sacro Romano Impero, localizzato nella Bassa Lusazia. Aveva perso la sua indipendenza con la mediatizzazione tedesca del 1806.
Adelaide e Federico ebbero cinque figli.

## Vita successiva
Il 31 dicembre 1920 il suocero morì, e Federico divenne capo della casa di Solms-Baruth.
Il principe Federico morì il 12 settembre 1951 a Windhoek, Namibia. La Principessa Adelaide morì l'11 giugno 1964 a Salisburgo

## Figli
- Contessa Federica Luisa di Solms-Baruth (10 ottobre 1916 – 10 gennaio 1989)
- Contessa Feodora di Solms-Baruth (5 aprile 1920–2006)

∞ Gert Schenk il 23 novembre 1942
Sebastian Schenk (nato il 27 agosto 1946)
Christian Schenk (nato il 18 agosto 1953)
∞ Karl-Adolf, X Principe di Auersperg il 6 ottobre 1961 a Vienna, Austria
Principessa Caroline Mathilde Adelheid Gobertina di Auersperg (nata il 24 maggio 1962)
- Contessa Rosa Cecilie Karoline-Mathilde Irene Sibylla Anna di Solms-Baruth (nata il 15 maggio 1925)

∞ Neville Lewis on 3 November 1955 at Stellenbosch, Sudafrica
Caroline Isabelle Lewis (nata il 31 agosto 1954)
Frederick Henry Lewis (nato il 23 novembre 1961)
∞ Heinrich Weber il 9 ottobre 1981 a Stellenbosch, Sudafrica
- Federico, IV Principe di Solms-Baruth (22 dicembre 1926–2006)

∞ Baronessa Birgitta di Berchem-Königsfeld il 17 agosto 1963 a Dabib, South West Africa
Federico, V Principe di Solms-Baruth (nato il 27 novembre 1963)
Conte Julian di Solms-Baruth (nato il 6 agosto 1965)
- Contessa Caroline Mathilde di Solms-Baruth (nata il 15 aprile 1929)

∞ Johann van Steenderen il 12 maggio 1963

## Titoli e trattamento
- 19 ottobre 1889 – 1º agosto 1914: Sua Altezza Principessa Adelaide di Schleswig-Holstein-Sonderburg-Glücksburg
- 1º agosto 1914 – 31 dicembre 1920: Sua Altezza La Principessa Ereditaria di Solms-Baruth
- 31 dicembre 1920 – 12 settembre 1951: Sua Altezza La Principessa di Solms-Baruth
- 12 settembre 1951 – 11 giugno 1964: Sua Altezza La Principessa Vedova di Solms-Baruth

## Ascendenza
|                                                                        |                                                         |                                                                     | Genitori                                   |  |  | Nonni |  |  | Bisnonni                                                       |  |  | Trisnonni                                            |  |
|                                                                        |                                                         |                                                                     |                                            |  |  |       |  |  | Federico Guglielmo di Schleswig-Holstein-Sonderburg-Glücksburg |  |  | Federico Carlo di Schleswig-Holstein-Sonderburg-Beck |  |
|                                                                        |                                                         |                                                                     |                                            |  |  |       |  |  | Federico Guglielmo di Schleswig-Holstein-Sonderburg-Glücksburg |  |  | Federico Carlo di Schleswig-Holstein-Sonderburg-Beck |  |
|                                                                        |                                                         | Federica di Schlieben                                               |                                            |  |  |       |  |  | Federico Guglielmo di Schleswig-Holstein-Sonderburg-Glücksburg |  |  |                                                      |  |
| Federico di Schleswig-Holstein-Sonderburg-Glücksburg                   |                                                         |                                                                     |                                            |  |  |       |  |  | Federico Guglielmo di Schleswig-Holstein-Sonderburg-Glücksburg |  |  |                                                      |  |
|                                                                        |                                                         | Luisa Carolina d'Assia-Kassel                                       | Carlo d'Assia-Kassel                       |  |  |       |  |  |                                                                |  |  |                                                      |  |
|                                                                        |                                                         | Luisa Carolina d'Assia-Kassel                                       | Carlo d'Assia-Kassel                       |  |  |       |  |  |                                                                |  |  |                                                      |  |
|                                                                        |                                                         | Luisa Carolina d'Assia-Kassel                                       | Luisa di Danimarca                         |  |  |       |  |  |                                                                |  |  |                                                      |  |
| Federico Ferdinando di Schleswig-Holstein-Sonderburg-Glücksburg        |                                                         | Luisa Carolina d'Assia-Kassel                                       |                                            |  |  |       |  |  |                                                                |  |  |                                                      |  |
|                                                                        |                                                         | Giorgio Guglielmo di Schaumburg-Lippe                               | Filippo II di Schaumburg-Lippe             |  |  |       |  |  |                                                                |  |  |                                                      |  |
|                                                                        |                                                         | Giorgio Guglielmo di Schaumburg-Lippe                               | Filippo II di Schaumburg-Lippe             |  |  |       |  |  |                                                                |  |  |                                                      |  |
|                                                                        |                                                         | Giorgio Guglielmo di Schaumburg-Lippe                               | Giuliana d'Assia-Philippsthal              |  |  |       |  |  |                                                                |  |  |                                                      |  |
| Adelaide di Schaumburg-Lippe                                           |                                                         | Giorgio Guglielmo di Schaumburg-Lippe                               |                                            |  |  |       |  |  |                                                                |  |  |                                                      |  |
|                                                                        |                                                         | Ida di Waldeck e Pyrmont                                            | Giorgio I di Waldeck e Pyrmont             |  |  |       |  |  |                                                                |  |  |                                                      |  |
|                                                                        |                                                         | Ida di Waldeck e Pyrmont                                            | Giorgio I di Waldeck e Pyrmont             |  |  |       |  |  |                                                                |  |  |                                                      |  |
|                                                                        |                                                         | Ida di Waldeck e Pyrmont                                            | Augusta di Schwarzburg-Sondershausen       |  |  |       |  |  |                                                                |  |  |                                                      |  |
| Principessa Adelaide Luisa di Schleswig-Holstein-Sonderburg-Glücksburg |                                                         | Ida di Waldeck e Pyrmont                                            |                                            |  |  |       |  |  |                                                                |  |  |                                                      |  |
|                                                                        | Cristiano di Schleswig-Holstein-Sonderburg-Augustenburg | Federico Cristiano II di Schleswig-Holstein-Sonderburg-Augustenburg |                                            |  |  |       |  |  |                                                                |  |  |                                                      |  |
|                                                                        | Cristiano di Schleswig-Holstein-Sonderburg-Augustenburg | Federico Cristiano II di Schleswig-Holstein-Sonderburg-Augustenburg |                                            |  |  |       |  |  |                                                                |  |  |                                                      |  |
|                                                                        | Cristiano di Schleswig-Holstein-Sonderburg-Augustenburg | Luisa Augusta di Danimarca                                          |                                            |  |  |       |  |  |                                                                |  |  |                                                      |  |
| Federico VIII di Schleswig-Holstein-Sonderburg-Augustenburg            | Cristiano di Schleswig-Holstein-Sonderburg-Augustenburg |                                                                     |                                            |  |  |       |  |  |                                                                |  |  |                                                      |  |
|                                                                        |                                                         | Lovisa-Sofia Danneskjold-Samsøe                                     | Christian Conrad Sophus Danneskiold-Samsøe |  |  |       |  |  |                                                                |  |  |                                                      |  |
|                                                                        |                                                         | Lovisa-Sofia Danneskjold-Samsøe                                     | Christian Conrad Sophus Danneskiold-Samsøe |  |  |       |  |  |                                                                |  |  |                                                      |  |
|                                                                        |                                                         | Lovisa-Sofia Danneskjold-Samsøe                                     | Johanne Henriette Valentine Kaas           |  |  |       |  |  |                                                                |  |  |                                                      |  |
| Carolina Matilde di Schleswig-Holstein-Sonderburg-Augustenburg         |                                                         | Lovisa-Sofia Danneskjold-Samsøe                                     |                                            |  |  |       |  |  |                                                                |  |  |                                                      |  |
|                                                                        |                                                         | Ernesto I di Hohenlohe-Langenburg                                   | Carlo Ludovico I di Hohenlohe-Langenburg   |  |  |       |  |  |                                                                |  |  |                                                      |  |
|                                                                        |                                                         | Ernesto I di Hohenlohe-Langenburg                                   | Carlo Ludovico I di Hohenlohe-Langenburg   |  |  |       |  |  |                                                                |  |  |                                                      |  |
|                                                                        |                                                         | Ernesto I di Hohenlohe-Langenburg                                   | Amalia Enrichetta di Solms-Baruth          |  |  |       |  |  |                                                                |  |  |                                                      |  |
| Adelaide di Hohenlohe-Langenburg                                       |                                                         | Ernesto I di Hohenlohe-Langenburg                                   |                                            |  |  |       |  |  |                                                                |  |  |                                                      |  |
|                                                                        |                                                         | Feodora di Leiningen                                                | Emilio Carlo di Leiningen                  |  |  |       |  |  |                                                                |  |  |                                                      |  |
|                                                                        |                                                         | Feodora di Leiningen                                                | Emilio Carlo di Leiningen                  |  |  |       |  |  |                                                                |  |  |                                                      |  |
|                                                                        |                                                         | Feodora di Leiningen                                                | Vittoria di Sassonia-Coburgo-Saalfeld      |  |  |       |  |  |                                                                |  |  |                                                      |  |
|                                                                        |                                                         | Feodora di Leiningen                                                |                                            |  |  |       |  |  |                                                                |  |  |                                                      |  |